# André Hoekstra
André Hoekstra (* 5. April 1962 in Baarn) ist ein niederländischer Fußballtrainer und ehemaliger -spieler. Mit Feyenoord Rotterdam gewann er als Spieler 1984 das Double aus Meisterschaft und Pokal.

## Vereinskarriere
Hoekstra begann seine Laufbahn bei De Zwervers („Die Landstreicher“) und beim VV Capelle in Capelle aan den IJssel, ehe er zu Feyenoord wechselte. Hier kam er in der Saison 1981/82 in den Kader der ersten Mannschaft, im April 1982 debütierte er in der Eredivisie. In der folgenden Spielzeit eroberte Koko (seinen Spitznamen erhielt er wegen eines friesischen ehemaligen Fußballspielers namens Koko Hoekstra) sich einen Stammplatz im rechten Mittelfeld. 
Zur Saison 1983/84 kamen Trainer Thijs Libregts und Johan Cruijff zu Feyenoord; mit den beiden wollten die Rotterdamer endlich die Vorherrschaft von Ajax Amsterdam brechen, mit dem Cruijff in den vorherigen zwei Spielzeiten die Meisterschaft gewonnen hatte. Wer von den beiden wirklich das Sagen hatte, vermochte Hoekstra auch Jahre später nicht zu sagen; auf dem Feld war es jedenfalls Cruijff. Der junge Hoekstra – nebenbei Sportstudent, der nur zweimal die Woche am Training der ersten Mannschaft teilnehmen konnte – lernte viel von dem mittlerweile 36-jährigen „König Johan“: „Die Räume zu nutzen, beispielsweise; mittels eines Passes anzuzeigen, was man beabsichtigt; so scharf wie möglich zu passen.“ Auf der rechten Seite roulierten Sjaak Troost, Hoekstra und Ruud Gullit in ihren Positionen; Cruijff sorgte für Ordnung im Spiel: die Verstärkung erzielte ihre Wirkung. Von den ersten sechs Ligaspielen gewann Feyenoord fünf und spielte einmal unentschieden; danach allerdings gab es bei Ajax mit 2:8 eine herbe Niederlage. In der Rückrunde schlug man den Rivalen dann allerdings mit 4:1, neben Cruijff, Gullit und Henk Duut erzielte auch Hoekstra einen der Treffer. Und auch am Ende der Saison hatte Feyenoord die Nase vorn: mit fünf Punkten vor der PSV Eindhoven, sechs vor Ajax waren die Rotterdamer Meister; Hoekstra hatte in 33 Spielen 19 Tore erzielt, Peter Houtman als bester Stürmer 20, Gullit 15, Cruiff 11. Im Pokalfinale schlugen sie Fortuna Sittard und holten sich zum sechsten Mal den KNVB Beker.
Cruijff beendete nach dieser Saison seine aktive Laufbahn; ohne ihn wurde Feyenoord von der PSV und Ajax wieder von der Spitze verdrängt. Dreimal erreichte Hoekstra mit Feyenoord noch Platz drei. In seiner letzten Saison in Rotterdam 1987/88 erzielte er noch einmal zehn Treffer bei 20 Einsätzen, doch wurde das Team in dieser Spielzeit nur Sechster der Meisterschaft. Auch im UEFA-Pokal blühte Hoekstra auf, erzielte drei Treffer in sechs Spielen. Feyenoord erreichte erstmals seit 1982 wieder das Achtelfinale; im Hinspiel gegen Bayer 04 Leverkusen erzielte Hoekstra nach 0:2-Rückstand den Ausgleichstreffer, doch im Rückspiel schied man durch ein Tor von Falko Götz aus.
Zur Saison 1988/89 wechselte Hoekstra zur RKC Waalwijk, die gerade – mit Hoekstras ehemaligem Mannschaftskameraden Stanley Brard – erstmals in die Eredivisie aufgestiegen war. Mit dem Club aus Nordbrabant erreichte er in den folgenden Jahren gute Mittelfeldplätze in der Tabelle. 1994 beendete er hier seine aktive Laufbahn.

## Nationalmannschaft
Im Frühjahr 1984 erhielt Bondscoach Kees Rijvers einige Absagen von Stammspielern. Die Niederlande hatten im Dezember die EM-Qualifikation um ein Tor verpasst, nachdem Spanien auf Malta das letzte Spiel mit 12:1 gewonnen hatte, und der Schock saß noch tief. Was zur Vorbereitung auf die EM dienen sollte, war ein unwichtiges Freundschaftsspiel geworden; Hoekstra war einer der Ersatzmänner, die Rijvers für das Spiel am 14. März 1984 gegen Dänemark berief. In Amsterdam ließ sich das Verlegenheitsteam aber nicht lumpen. Wim Kieft und René van der Gijp stellten die 2:0-Halbzeitführung her. Nach der Pause erhöhte Hoekstras Vereinskamerad Houtman auf 3:0; das 4:0 erzielte Hoekstra in der 59. Minute. Jeweils noch einmal Houtman und van der Gijp stellten den Endstand von 6:0 her. Hoekstra erinnert sich später an das Match: „Vorher war ich froh, dass ich überhaupt mitspielen durfte. Ein Tor zu erzielen, das stellte sich als noch viel schöner heraus.“ Das dänische Team erreichte bei der EM in Frankreich anschließend das Halbfinale und schied dort erst nach Elfmeterschießen gegen die Spanier aus.
Das nächste Spiel der Elftal fand erst im Oktober in der WM-Qualifikation statt. Hoekstra wurde nicht wieder berücksichtigt; das Match gegen Dänemark blieb sein einziger Auftritt in Oranje.

## Trainer
Hoekstra wurde nach seiner aktiven Zeit Trainer. Er begann als Co-Trainer bei RBC Roosendaal, ehe er in gleicher Funktion zu ADO Den Haag wechselte. Dort übernahm er in der Saison 1987/88 das Amt des Cheftrainers, als Mark Wotte zum FC Utrecht wechselte. Nach der Saison 1998/99 ging er als Trainer zu Excelsior Rotterdam, wo er seither im Nachwuchsbereich arbeitet. In der Saison 2009/10 ist er für die B-Mannschaft verantwortlich, die seit Anfang der Saison erstmals als gemeinsames Team aus Spielern von Excelsior und Feyenoord besteht. 

## Erfolge
- Niederländischer Meister: 1983/84
- Niederländischer Pokalsieger: 1983/84